# Căn nhà Cordón (Vitoria)
Căn nhà Cordón (Tiếng Tây Ban Nha: Casa del Cordón) là một tòa nhà ở Vitoria, Tây Ban Nha, Tây Ban Nha. Nó được công nhận là Bien de Interés Cultural năm 1984.